# لويس ماكمانوس (مونتير)
لويس ماكمانوس (بالإنجليزية: Louis McManus)‏ هو مونتير أمريكي، ولد في 31 مايو 1898 في المكسيك، وتوفي في 17 أبريل 1968 في لوس أنجلوس في الولايات المتحدة.

## وصلات خارجية
- لويس ماكمانوس على موقع IMDb (الإنجليزية)
- لويس ماكمانوس على موقع قاعدة بيانات الفيلم (الإنجليزية)